# Brändö, Helsingfors
Brändö (finska: Kulosaari) är en ö och en stadsdel med metrostation (tunnelbanestation) i Brändö distrikt i Helsingfors stad. 20 procent av Brändöborna har svenska som modersmål. 
Brändö som samhälle uppstod när Brändö Villastad grundades år 1907. Ända till år 1922 hörde Brändö till Helsinge kommun, men var själv en självständig kommun mellan åren 1922 och 1946. År 1946 inkorporerades Brändö med Helsingfors stad tillsammans med flera andra små kommuner kring Helsingfors. Den tidigare villamiljön kompletterades med höghus på 1960-talet, vilket ledde till att Brändö statistiskt sett har både flest stora och flest små lägenheter bland Helsingfors stadsdelar jämfört med stadens medeltal. Brändös invånarantal utvecklades från 408 invånare år 1924 till 1 010 invånare år 1938
Mellan åren 1910 och 1951 kom man till Brändö med spårvagn. Fram till år 1919 åkte spårvagnen med ångbåt den sista biten över havet, innan man färdigställt Brändö bro. Metrostationen på Brändö öppnade år 1982 samtidigt som Helsingfors metro invigdes. Stationen är näst Fiskhamnen den minst använda av alla Helsingfors metrostationer. Österleden går över Brändö, vilket gör att stadsdelen ligger trafikmässigt i ett bra läge. 
Brändö gymnasium är en finlandssvensk skola på Brändö med ca 380 elever. Gymnasiets företrädare var Brändö svenska samskola grundad 1920. 
Direkt nordöst om ön Brändö, finns en herrgård med anor från 1500-talet namngiven efter ön, Brändö gård. 

## Bilder från Brändö

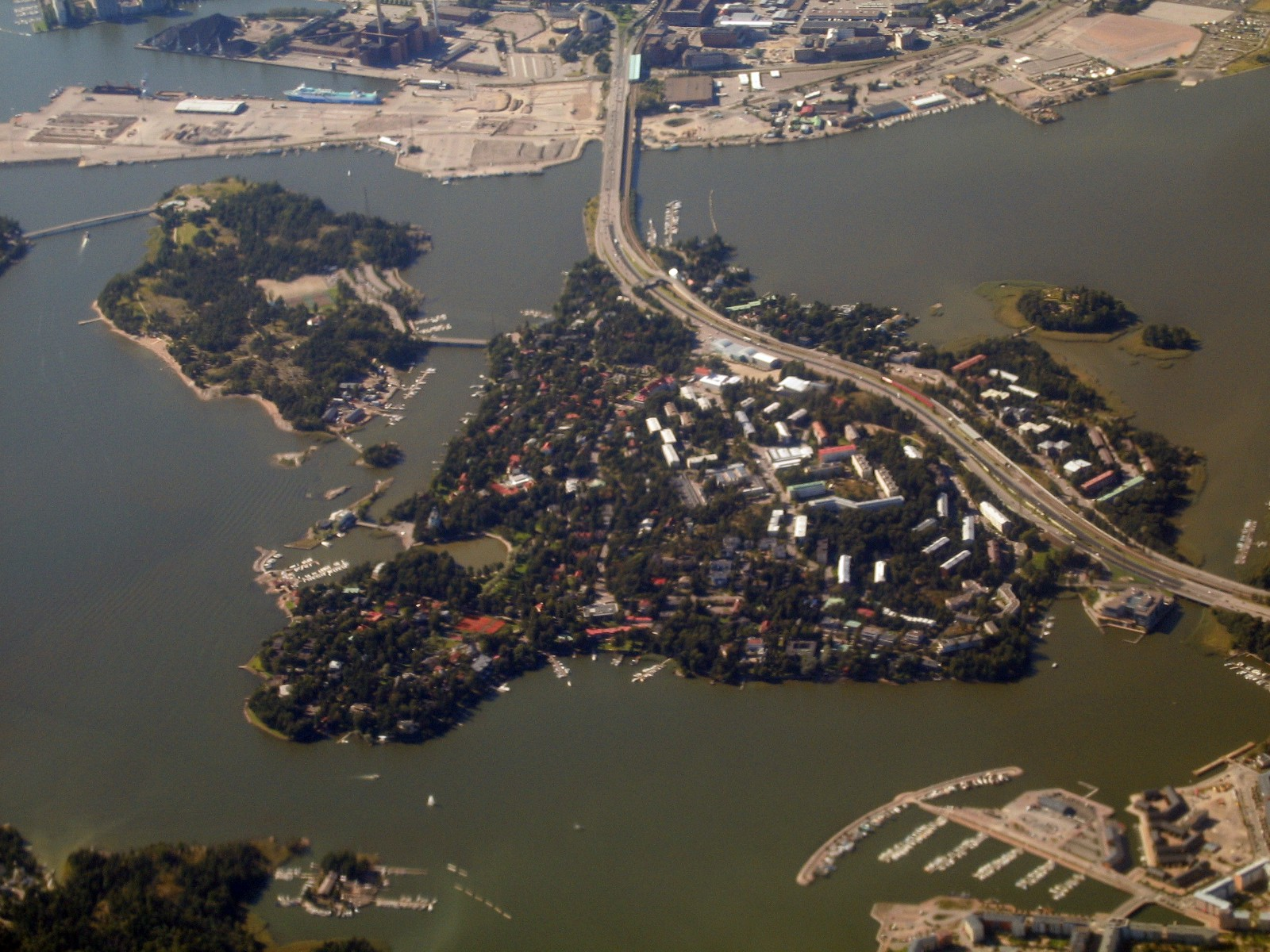
Brändö från luften
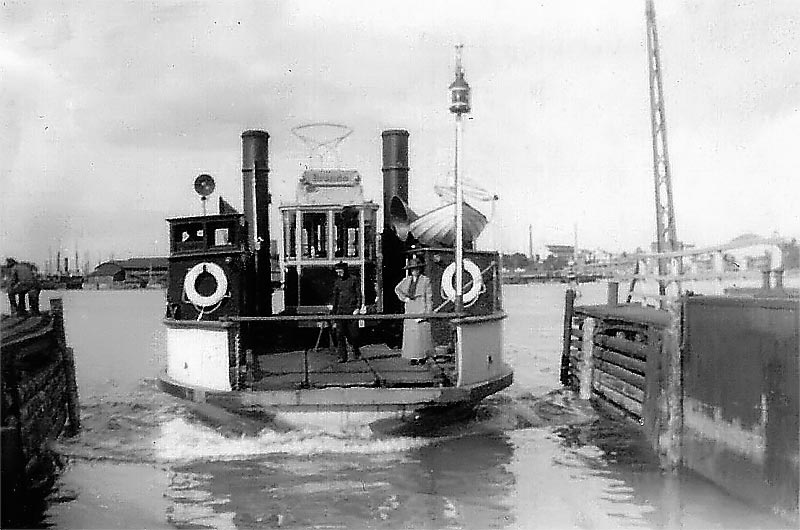
Färja på väg in till Brändö, med spårvagn, före 1920-talet
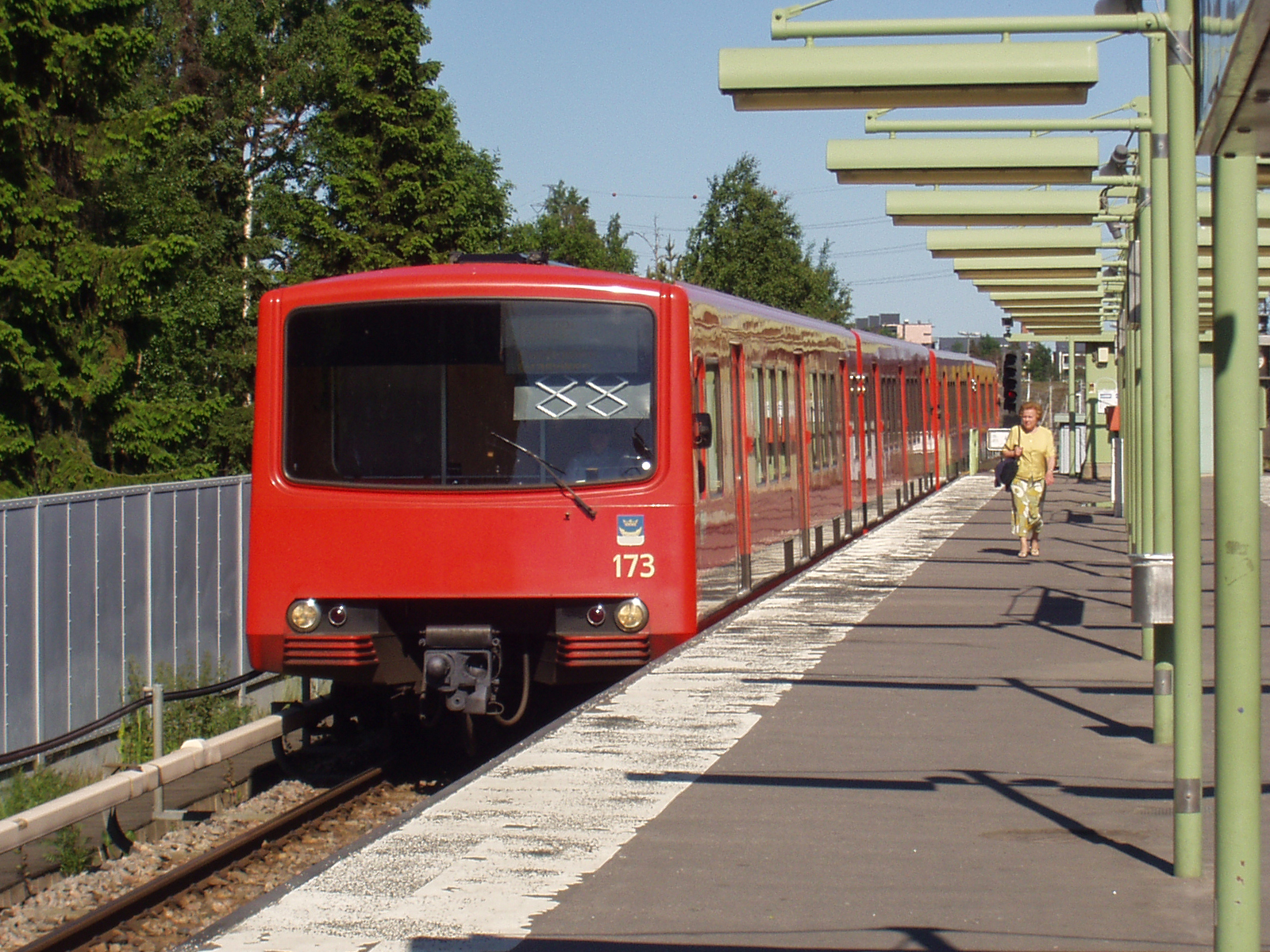
Brändö metrostation
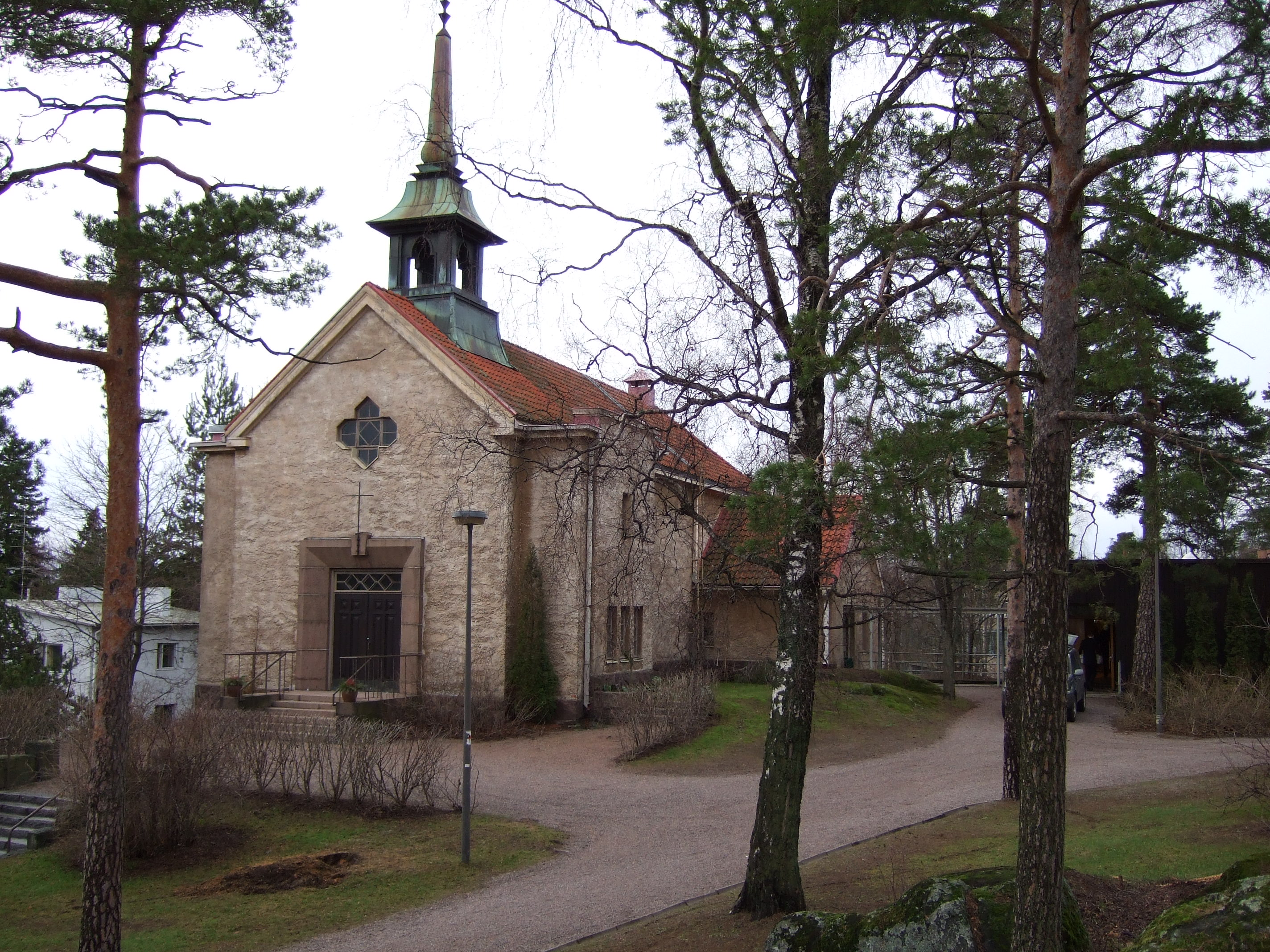
Brändö kyrka
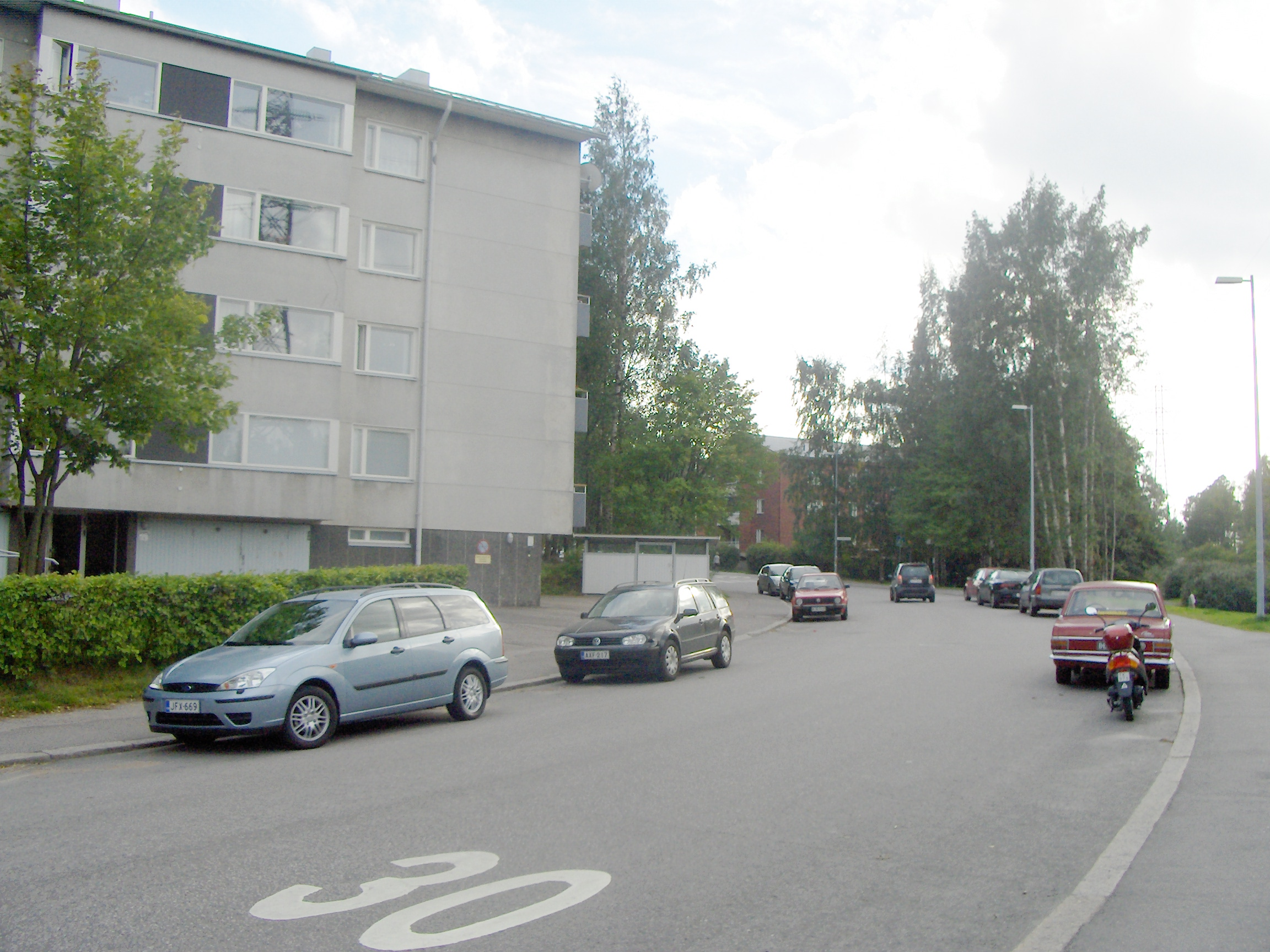
1960-talets höghus på Brändö
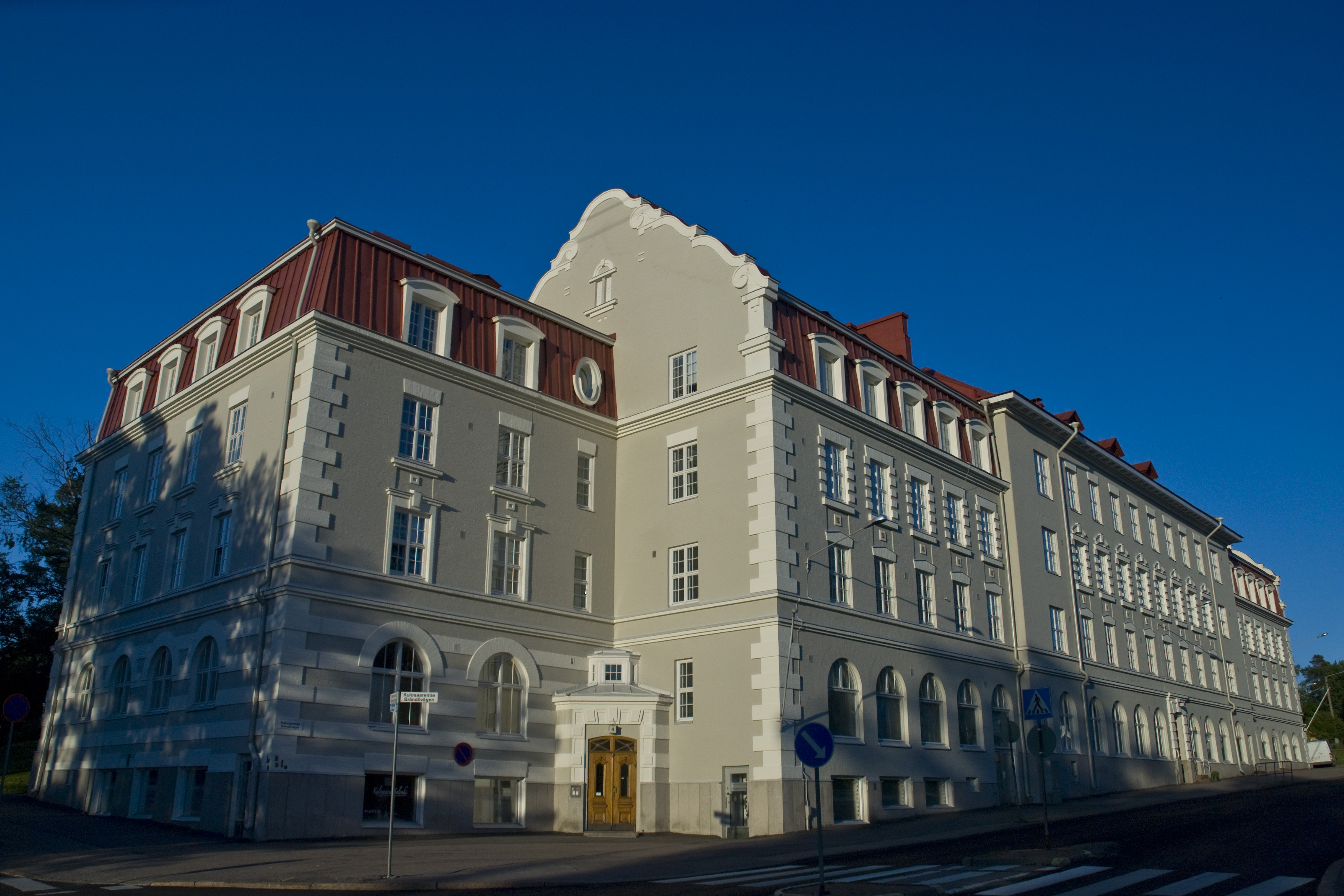
Domus, byggt 1915-16, var det enda bostadshöghuset på Brändö fram till 1960-talet